# Pieter van Dekema
Pieter van Dekema (ca. 1513 - Leeuwarden of Jelsum (mogelijk), 17 augustus 1568) was een Fries edelman en bestuurder. Van Dekema gold als een trouw aanhanger van het Spaanse gezag.

## Biografie
Van Dekema was een zoon van Hette van Dekema (†1522), grietman van Baarderadeel, en Reynsck van Camstra (†1549). Pieter was een telg uit de familie Van Dekema. Hij werd op 14 juni 1529 ingeschreven als student aan de universiteit van Leuven waar hij rechten studeerde. In 1538 werd Pieter aangesteld als grietman van Baarderadeel. Dit ambt zou hij echter maar kort bekleden aangezien hij in 1539 benoemd werd tot raadsheer aan het Hof van Friesland. Van Dekema gold als fanatiek koningsgezind en had nauwe contacten met Viglius van Aytta en Jan van Ligne, de stadhouder van Friesland, Groningen, Drenthe en Overijssel. Rond 1555 kreeg Van Dekema dan ook van Viglius de opdracht in Friesland toe te zien op het uitvoeren van de ketterplakaten. Van Dekema werd in 1546 geridderd door Karel V. Ook zijn huwelijk met Catharina van Loo bekrachtigde zijn hoge positie. Zo was zijn schoonvader, Gerrit van Loo, ook raadsheer aan het Hof van Friesland. Pieter woonde afwisselend in Jelsum en Leeuwarden. Naast het stamgoed, de Dekema State in Weidum, erfde hij via zijn moeder de Dekemastate te Jelsum en het Dekemahuis in Leeuwarden.
Van Dekema was ook betrokken van de vervening in het zuiden van Friesland. Hiertoe richtte hij in 1551 de "Decama-, Cuyck- en Foeyts Veencompagnie" op, later bekend als de Schoterlandse Veencompagnie. Deze vennootschap richtte Van Dekema op met de Utrechtse verveners Johan van Cuyck en Floris Foeyts, met wie hij in contact kwam door zijn schoonfamilie. Hiermee is Pieter van Dekema één van de naamgevers van de plaats Heerenveen. Daarnaast kocht Van Dekema ook landerijen in Kortezwaag al zou hij dit bezit later overdoen aan zijn broer Jarich van Dekema. De zoon van deze Jarich, Julius van Dekema, wordt gezien als naamgever van het dorp Jonkersland.
Pieter van Dekema overleed in 1568 en werd begraven in de Sint Vituskerk. Het grafzerk van Van Dekema en zijn vrouw werd in 1863 ingemetseld in de zuidmuur van de Oldehove. De grafzerk in renaissancestijl toont Van Dekema in wapenrusting met de familiewapens van zijn voorouders.

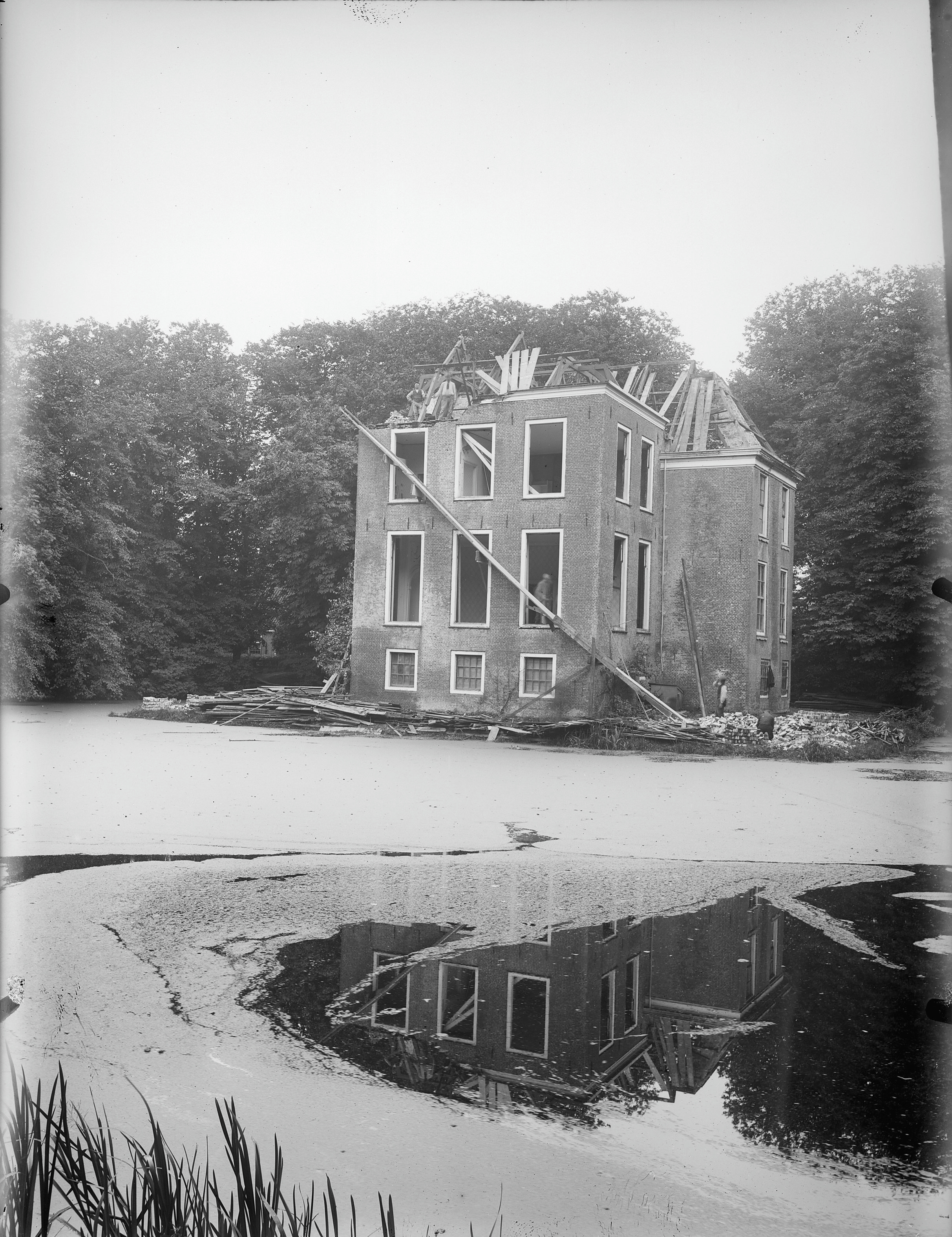
De Dekemastate te Weidum tijdens de afbraak.
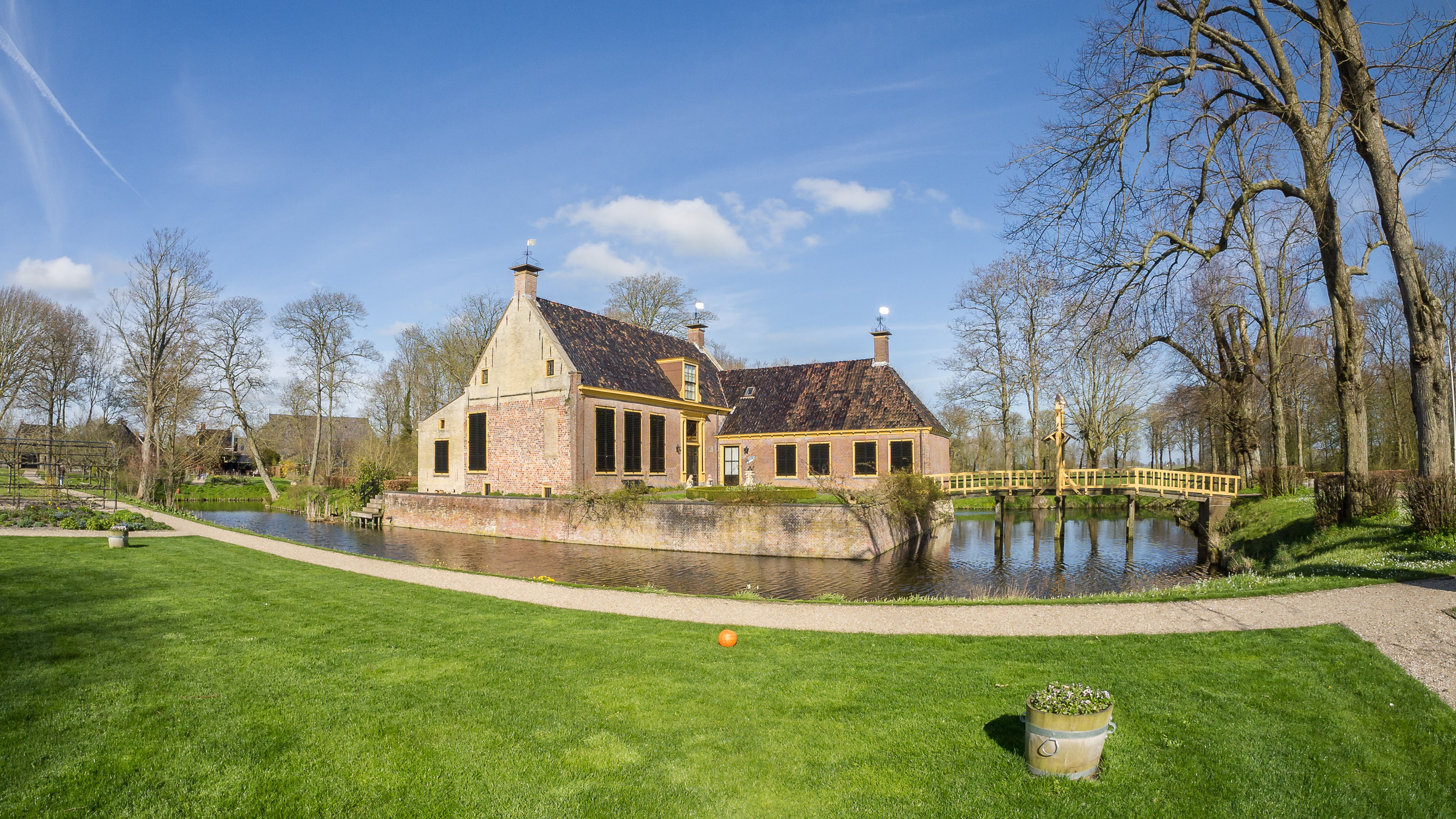
De Dekemastate te Jelsum.
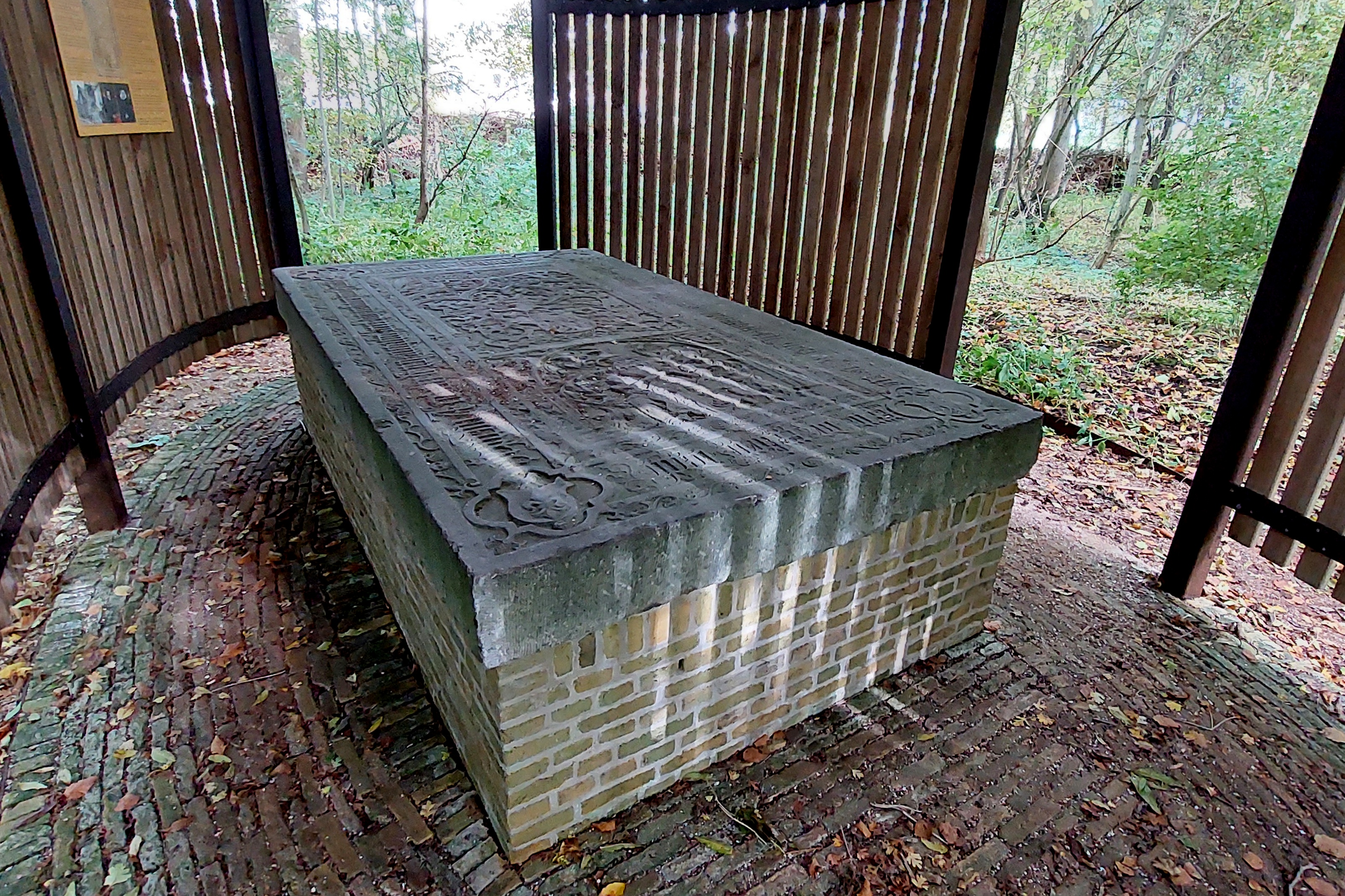
Grafzerk van de ouders van Pieter, Hette van Dekema en Reynsck van Camstra. Deze steen is later overgebracht van de Galileërkerk naar de tuin van de Dekemastate te Jelsum.
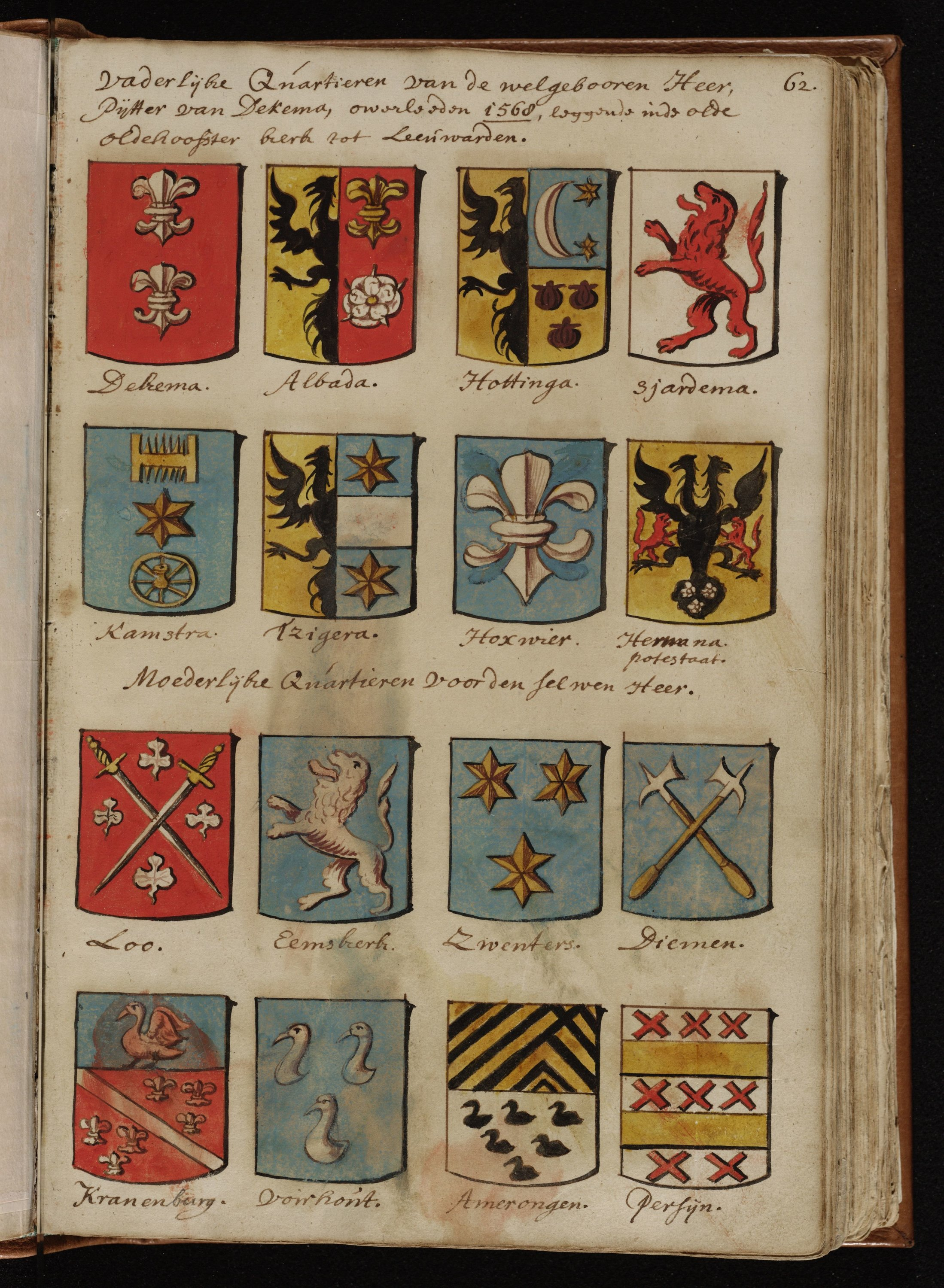
Kwartieren van Pieter van Dekema en Catharina van Loo in het wapenboek van Gerrit Hesman.

## Huwelijk en kinderen
Van Dekema trouwde met Catharina van Loo (1522-1581), een dochter van Gerrit van Loo en Margaretha van Beest van Heemskerck. Het echtpaar kreeg meerdere kinderen:
- Hette van Dekema, samen met zijn broer Juw tijdens hun studie verdronken in de Dijle bij Leuven.
- Juw van Dekema, samen met zijn broer Juw tijdens hun studie verdronken in de Dijle bij Leuven.
- Rienck van Dekema (1547-1618), trouwde met Maximiliana van Aremberg, de dochter van Jan van Ligne. Rienck was een Spaansgezinde militair die onder meer optrad als grietman van Kollumerland en Nieuwkruisland.
- Albert van Dekema (ca. 1555-1609), trouwde met Haring van Roorda. Diende als Spaansgezinde militair onder zijn broer Rienck.
- Carel van Dekema, overleden in militaire dienst.
- Tjaert van Dekema, overleden in militaire dienst.
- Gerlant van Dekema.